# Ius ad bellum
Ius ad bellum (łac. „prawo do wojny”) – prawo do prowadzenia wojny. Dawniej traktowane jako atrybut podmiotowości prawnomiędzynarodowej przysługujące każdemu państwu, co oznaczało, że prowadzenie wojny było dopuszczalnym przez prawo środkiem rozwiązania sporu międzynarodowego.
Konwencje haskie z 1899 i 1907 powołujące Stały Trybunał Arbitrażowy zobowiązują strony do zapobieżenia w granicach możliwości uciekania się do siły w stosunkach pomiędzy Państwami i do użycia wszelkich wysiłków celem zapewnienia pokojowego rozstrzygania sporów międzynarodowych. Równocześnie konferencje pokojowe w Hadze, na których zawarto te konwencje, uznawały, że wojna pozostaje instytucją legalną, o ile zostanie rozpoczęta w przepisany sposób.
Pierwszą umową ograniczającą prawo do wojny była konwencja Drago-Portera zawarta w Hadze w 1907, zobowiązująca uczestników do rezygnacji z użycia siły zbrojnej w celu ściągnięcia zawarowanych umową długów, których zwrotu, jako należnego jego obywatelom, od Rządu jednego kraju domaga się Rząd drugiego, chyba że państwo dłużnicze odrzuca albo pozostawia bez odpowiedzi propozycję arbitrażu albo przyjąwszy ją, czyni niemożliwym sporządzenie zapisu na sąd rozjemczy, albo potem zaniecha zastosowania się do wydanego wyroku.
Traktat wersalski w art. 10 nakazywał członkom Ligi Narodów szanować i ochraniać przeciwko wszelkiej napaści zewnętrznej całość terytorialną i obecną niezależność polityczną wszystkich członków Ligi. Spory, których nie można było rozwiązać zadowalająco na drodze dyplomatycznej, miał rozstrzygać sąd arbitrażowy bądź utworzony w tym celu Stały Trybunał Sprawiedliwości Międzynarodowej lub jako ostateczna instancja Rada Ligi. Decyzją Rady lub na terminowo złożony wniosek którejkolwiek strony sporu sprawa miała być przekazana Zgromadzeniu Ligi. Artykuł 12 mówił, że członkowie zgadzają się również, że w żadnym przypadku nie powinni uciekać się do wojny przed upływem trzech miesięcy od decyzji rozjemczej lub sądowej albo sprawozdania Rady. Artykuły 15 i 16 dozwalały na wojnę przeciw państwu, które rozpocznie wojnę wbrew tym zasadom.
Traktat z Locarno w 1925 przewidywał, że wszelkie spory między Niemcami a ich sąsiadami (odpowiednio Francją, Belgią, Polską lub Czechosłowacją) będą wstępnie poddane postępowaniu polubownemu, którego ewentualna bezowocność obligowała strony do postępowania wg wymienionych uprzednio zasad Ligi.
Wyrzeczenie się wojny jako narzędzia polityki narodowej i potępienie uciekania się do niej w celu rozwiązywania sporów międzynarodowych zawiera podpisany w 1928 Pakt Brianda-Kellogga.
Obecnie prawo do prowadzenia wojny jest zakazane przez Kartę Narodów Zjednoczonych z 1945 roku, która nie tylko zakazuje używania siły w stosunkach międzynarodowych, ale także grożenia jej użyciem.
Karta Narodów Zjednoczonych dopuszcza użycie siły w dwu przypadkach:
- w wyniku podjęcia rezolucji przez Radę Bezpieczeństwa ONZ o podjęciu akcji zbrojnej (art. 42 i następne);
- przy korzystaniu z prawa do samoobrony (indywidualnej lub zbiorowej, tj. w sojuszu) z art. 51, jednak wymagane jest bezzwłoczne powiadomienie Rady Bezpieczeństwa.

Od pojęcia ius ad bellum odróżniamy termin ius in bello.